# فوهة تالمزان
فوهة مادنة أو تالمزان فوهة صدمية ناتجة عن اصطدام نيزك بالأرض. على بعد 55 كم جنوب شرق بلدية حاسي الدلاعة التابعة إداريا لولاية الأغواط جنوب الجزائر.
إلى زمن ليس ببعيد لم يكن يعرف شيء عن مادنة سوى أنها ضاية يزرعها البدو الرحل، إلى أن حل عام 1928 حين اكتشفت أهميتها لأول مرة وبقيت معروفة في الخرائط الطوبوغرافية كأنها منخفض أرضي دائري. في سنة 1950 قام الباحث الفرنسي «Rousou روسو» بأولى الأبحاث الجادة وفي عام 1987 وبمبادرة من جمعية علم الفلك البتاني وهران التي نظمت مع جمعية نوفي novae الفرنسية أول وأكبر رحلة استكشافية للفوهة ضمت أساتذة وباحثين جيولوجيين حيث التقطت عدة صور وصّورت عدة ساعات فيديو في زيارة ميدانية هي الأطول والأبرز حيث دامت عدة أيام.
وقد دلت نتائج الأبحاث أن حواف الفوهة متكونة من الكلس الفاتح وهو كلس بحري (بالفرنسية: calcaire marin) به بعض بقايا الكائنات القديمة (بالفرنسية: gastropode) يعود تاريخها إلى العصر الكريتاسي ما بين 50 و90 مليون سنة. يعلو المركز سطح البحر بـِ 508 متر، بينما تعلو المنطقة الأعلى في الفوهة سطح البحر بـ 682 متر، يحتل حقل زراعي موسمي الجزء الشمالي منها.
يعتقد الباحثون أن فوهة مادنة قد تكونت قبل ثلاثة ملايين سنة حين اخترق نيزك عملاق وزنه 1 – 2 مليون طن وقطره من 25 إلى 70 متر الغلاف الجوي للأرض بسرعة تفوق 70 كلم / ثانية، وهذا ما أحدث فوهة يبلغ قطرها 1 750 متر، وعمقها يفوق المئتي متر. بقي في عمقها الآن 67 متر بعد أن امتلأت برواسب ترابية.
فوهة مادنة هي رابع أقدم فوهة في العالم بعد فوهة روتريم بناميبيا التي يفوق عمرها خمسة ملايين سنة، وفوهة الجيجتيجين في روسيا بعمر 3.5 مليون سنة وفوهة أولون الموريتانية بعمر 3.1 مليون سنة.

## وصلات خارجية
- تقرير وصور عن فوهة مادنة.